# Nanpi
Nanpi är ett härad som lyder under Cangzhou i Hebei-provinsen i norra Kina.